# Wapen van Kortenaken

Het wapen van Kortenaken (sinds 1988).

Het Wapen van Kortenaken is het heraldisch wapen van de Belgische gemeente Kortenaken. Het wapen werd na de fusies op 16 september 1988 toegekend.

## Geschiedenis
Het wapen werd toegekend na de fusie van Kortenaken met Hoeleden, Kersbeek-Miskom, Ransberg en Waanrode en verwijst daarom in het eerste kwartier naar Kortenaken door het wapen van de familie Van Hulsberg(-Schaloen) erin op te nemen (sinds 1655 de heren van Kortenaken en wiens wapen op de zegels van Kortenaken verschijnt uit 1696 en 1698), het tweede omvat het oude wapen van Waanrode (verwijzend naar zowel Waanrode als Miskom; dit wapen is duidelijk gebaseerd op dat van Brabant, maar de barensteel lijkt te wijzen op een zijtak van dit geslacht), het derde verwijst met het wapen van de familie Van Houthem naar Kersbeek (deze was een van de belangrijkste grondbezitters in dit dorp en men vindt hun wapen terug op een lokale zegel uit 1660) en het vierde omvat als verwijzing naar Hoeleden het wapen van de heren van Diest  (deze verwierven dit goed in 1399 en hun wapen duikt op in lokale zegels uit  1441, 1592 en 1703).

## Blazoen
Het wapen heeft de volgende blazoenering:
Gevierendeeld 1. in zilver drie bollen van keel, schuin boven elkaar geplaatst 2. in sabel een leeuw van goud, geklauwd en getongd van keel, en een barensteel met vijf hangers van lazuur over alles heen 3. in vair een vrijkwartier van keel met drie hellende klophamers van goud 4. in goud twee dwarsbalken van sabel.

## Vergelijkbare wapens

Wapen van Diest.
Wapen van Glabbeek.